# Киселівська сільська рада (Катеринопільський район)
Киселі́вська сільська́ ра́да — адміністративно-територіальна одиниця та орган місцевого самоврядування в Катеринопільському районі Черкаської області. Адміністративний центр — село Киселівка.

## Загальні відомості
- Населення ради: 520 осіб (станом на 2001 рік)

## Населені пункти
Сільській раді були підпорядковані населені пункти:
- с. Киселівка

## Склад ради
Рада складалася з 12 депутатів та голови.
- Голова ради: Сусіда Юрій Іванович
- Секретар ради: Стеценко Тетяна Федорівна

### Керівний склад попередніх скликань
| Прізвище, ім'я, по батькові | Основні відомості                                                                     | Дата обрання | Дата звільнення |
| --------------------------- | ------------------------------------------------------------------------------------- | ------------ | --------------- |
| Білаш Микола Ігорович       | Сільський голова, 1950 року народження, безпартійний                                  | 26.03.2006   | 31.10.2010      |
| Сусіда Юрій Іванович        | Сільський голова, 1963 року народження, освіта середня загальна, член Партії регіонів | 31.10.2010   |                 |

Примітка: таблиця складена за даними сайту Верховної Ради України

### Депутати
За результатами місцевих виборів 2010 року депутатами ради стали:

#### За суб'єктами висування
| Суб'єкт висування | Кількість обраних депутатів | %   |
| ----------------- | --------------------------- | --- |
| Самовисування     | 12                          | 100 |

#### За округами
| № округу | Прізвище, ім'я, по батькові  | Дата визнання обраним | Освіта             | Партійна приналежність | Відомості про обраного депутата       |
| -------- | ---------------------------- | --------------------- | ------------------ | ---------------------- | ------------------------------------- |
| 1        | Стеценко Тетяна Федорівна    | 01.11.2010            | середня спеціальна | позапартійна           | Киселівськасільськарада, секретар     |
| 2        | Бабенко Любов Олександрівна  | 01.11.2010            | вища               | позапартійна           | СТОВ «Хорс», економіст                |
| 3        | Салата Сергій Андрійович     | 01.11.2010            | середня            | позапартійний          | СТОВ"ЗК"Хорс, водій                   |
| 4        | Тищенко Алла Михайлівна      | 01.11.2010            | середня спеціальна | позапартійна           | сільська бібліотека, бібліотекар      |
| 5        | Тараненко Наталія Миколаївна | 01.11.2010            | середня            | позапартійна           | домогосподарка                        |
| 6        | Волошин Анатолій Михайлович  | 01.11.2010            | середня спеціальна | позапартійний          | пенсіонер                             |
| 7        | Поліщук Ірина Іванівна       | 01.11.2010            | середня спеціальна | позапартійна           | Киселівська амбулаторія, медпрацівник |
| 8        | Чорногал Валентина Петрівна  | 01.11.2010            | середня спеціальна | позапартійна           | пенсіонер                             |
| 9        | Поштаренко Микола Григорович | 01.11.2010            | середня спеціальна | позапартійний          | СТО «Хорс», токар                     |
| 10       | Гончар Ліана Пилипівна       | 01.11.2010            | вища               | позапартійна           | Киселівський НВК, вчитель             |
| 11       | Несвячена Галина Іванівна    | 01.11.2010            | вища               | позапартійна           | Киселівський НВК, вчитель             |
| 12       | Стеценко Галина Едуардівна   | 01.11.2010            | вища               | позапартійна           | Киселівський НВК, директор НВК        |